# Stramnica (przystanek kolejowy)
Stramnica – przystanek osobowy, w województwie zachodniopomorskim, w powiecie kołobrzeskim, w gminie Kołobrzeg, 0,5 km na wschód od centrum Stramnicy. Przez przystanek przebiega jednotorowa zelektryfikowana linia kolejowa nr 404. Na przystanku zatrzymują się wyłącznie pociągi osobowe.

## Ruch pasażerski
| Rok  | Wymiana pasażerska na dobę |
| ---- | -------------------------- |
| 2017 | 0-9                        |
| 2022 | 0-9                        |

## Połączenia
- Kołobrzeg
- Białogard
- Szczecinek
- Piła
- Poznań